# Jordan Lukaku
Jordan Lukaku Zacharie Menama Mukelenge (Anvers, el 25 de juliol de 1994) és un futbolista belga que juga com a lateral esquerre.
Ha estat jugador de l'RSC Anderlecht, Oostende i SS Lazio, i de la selecció belga.

## Palmarès
RSC Anderlecht
- 1 Supercopa belga: 2013.

SS Lazio
- 1 Copa italiana: 2018-19.
- 1 Supercopa italiana: 2017.